# Duttaphrynus scaber
Espèce
Synonymes
- Bufo scaber Schneider, 1799
- Bufo fergusonii Boulenger, 1882
- Bufo stomaticus peninsularis Rao, 1920

Statut de conservation UICN

 LC  : Préoccupation mineure
Duttaphrynus scaber  est une espèce d'amphibiens de la famille des Bufonidae.

## Répartition
Cette espèce se rencontre jusqu'à 300 m d'altitude :
- au Sri Lanka ;
- en Inde dans les États du Gujarat, du Maharashtra, du Karnataka, du Kerala, du Tamil Nadu, de l'Andhra Pradesh et de l'Orissa.

Sa présence est incertaine au Manipur.

## Taxinomie
Le taxon Bufo scaber Daudin, 1802 nec Schneider, 1799 est un synonyme de Duttaphrynus melanostictus (Schneider, 1799).

## Publication originale
- Schneider, 1799 : Historiae amphibiorum naturalis et literariae fasciculus primus, vol. 1 (texte intégral).